# Arenivaga gurneyi
Arenivaga gurneyi (лат.) — вид песчаных тараканов-черепашек рода Arenivaga из семейства Corydiidae (или Polyphagidae). Обнаружены в Северной Америке: штат Мичоакан, Мексика. Этот вид назван в честь энтомолога Эшли Б. Гурни (англ. Ashley B. Gurney), который вместе с Дэвидом Никлом (David Nickle) был последним, кто работал над ревизией рода Arenivaga.

## Описание
Среднего размера тараканы овально-вытянутой формы: длина тела 18,0—21,6 мм; наибольшая ширина тела (GW) 8,7—10,3 мм; ширина пронотума (PW) около 7 мм; длина пронотума (PL) около 5 мм. Соотношение длины тела к его наибольшей ширине у голотипа (TL/GW) 1,96. На голове два мелких округлых оцеллия (0,35 × 0,30 мм). Основная окраска светло-коричневая. Пронотум полупрозрачный восково-бежевый; дорсальная поверхность пронотума с оранжево-коричневыми волосками, густыми у некоторых экземпляров; пронотальный рисунок вдавленный, средне-оранжево-коричневый, с более светлым или гораздо более тёмным оранжево-коричневым ореолом в зависимости от экземпляра; область рисунка тёмная и часто слишком сетчатая, чтобы различить детали. Крылья вытянуты за вершину брюшка (до 30 % общей длины крыла); пятнистость от средней до тёмно-коричневой; поверхность непрозрачная и матовая. Arenivaga gurneyi можно отличить по очень короткому крючковидному лепестку на правом дорсальном фалломере и форме медиального края на нём же.
Все элементы жизненной истории остаются неисследованными. Питаются, предположительно, как и другие виды своего рода, микоризными грибами, листовым детритом пустынных кустарников и семенами, собранными млекопитающими. В надземных условиях живут только крылатые самцы (отличаются ярко выраженным половым диморфизмом: самки рода Arenivaga бескрылые, внешне напоминают мокриц). Вид был впервые описан в 2014 году американским энтомологом Хейди Хопкинсом (Heidi Hopkins).